# 林哥·史達
林戈·斯塔尔爵士，MBE（1940年7月7日—）原名理查德·斯塔基（Richard Starkey），出生于英國利物浦，以林戈·斯塔尔（英語：Ringo Starr）為藝名，斯塔尔是一名非常出色的英國音樂人、歌手、作曲人及演員，音乐生涯當中以1962年8月16日到1970年作為披头士鼓手最爲人知。当1960年披头士组建时，斯塔尔是另外一只利物浦乐队（Rory Storm and the Hurricanes）的鼓手，他于1962年8月加入披头士，取代皮特·贝斯特成为鼓手，除了作为鼓手以外，他还是一些成功的披头士歌曲的演唱者，例如《With a Little Help from My Friends》、《Yellow Submarine》、披头士翻唱版本的《Act Naturally》等，林戈还是《What Goes on》等歌曲的合作词曲作者，以及《Don't Pass Me By》、《Octopus's Garden》的独创词曲作者。
林戈作为披头士鼓手取得的成就广受赞扬，他称自己为“非同寻常的并风趣十足的鼓手”，鼓手史蒂夫·史密斯评价说林戈的广受欢迎“树立了一个新的榜样”并“使得我们把鼓手看做乐队中的一个同等重要的创作者”。在2011年，林戈被《滾石》的读者评选为历史上最伟大的鼓手第五名。
林戈·斯塔尔是披头士成员中最受称赞的演员，在披头士的电影中担任主角，并在披头士时期和后披头士时期出演大量其他电影，在1970年披头士解散后，林戈也凭借一些单曲和专辑获得成功，在此同时，他也和其他三位同样名利双收的前披头士成员合作录音。他也出现在一些电视纪录片中，还主持了一些电视节目，并为前两部火車頭日記配音。从1989年开始，林戈组建林戈斯塔尔和他的全明星乐队巡演，此后，乐队阵容经历了12次变化。

## 个人经历

### 早期
1940年7月7日林戈·斯塔尔生在英国英格兰默西塞德郡利物浦市小峡谷瑪德琳街9号的寓所內出生的，父亲是个蛋糕师。在林戈3岁时他父母就分开了，八年后其母与Harry Graves结婚，Harry使得林戈对音乐起了兴趣。童年时，他去福音派基督教圣公会教堂做礼拜，并饱受疾病困扰，他还在6岁时患阑尾炎而晕倒。十三岁时林戈因慢性胸膜炎被送进了疗养院停课休养两年，因此成绩落后，导致他无法上文法学校也没有参加11+升学考试的资格，在此之前，他在他家附近的圣塞拉斯学校上学，歌手Billy Fury是他同届同学，随后，林戈到Dingle Vale中学（即现在的Shorefields技术学院）上学直到1955年离校，在那里，他展现出在音乐和戏剧方面的天赋，在诸如机械学等一些实践学科中也有优秀表现，林戈·斯塔尔的健康问题使得他对于食物非常敏感，并对一些食物有过敏反应，当1968年披头士去印度旅行时，林戈自备了食物。
和约翰·列侬、保罗·麦卡特尼、乔治·哈里森一样，林戈也加入到了噪音爵士乐的浪潮中，1957年他与朋友Eddie Miles组建Eddie Clayton噪音爵士乐队，1959年他加入Raving Texans，这一阶段，由于手戴戒指，林戈有了艺名Ringo，1960年10月乐队更名为Rory Storm and the Hurricanes，当他们在汉堡演出时，斯塔尔遇见了披头士，1960年10月16日在汉堡，林戈首次和列侬，麦卡特尼，哈里森合作。
回到英国之后，斯塔尔两次为皮特·贝斯特做披头士的替补鼓手。
1962年八月披头士放弃了贝斯特，林戈成了披头士的鼓手，此前，在阿比路录音室贝斯特已经和披头士其他成员合作录制了一些歌曲。
1962年8月18日林戈在日照港首次作为披头士成员演出，次日在洞穴俱乐部亮相后，贝斯特的歌迷对披头士成员的变化表示不满，并在俱乐部中发生斗殴事件，乔治·哈里森也被歌迷打肿了眼睛，歌迷还在皮特·贝斯特的房屋前高喊“皮特万岁，林戈滚蛋”。
随后乔治·马丁质疑林戈·斯塔尔而邀请Andy White作为临时鼓手，当录制专辑《请让我高兴》时，Andy在打架子鼓，而林戈只是在打沙球和小手鼓，这让林戈很不满，他曾说“我当时想：够了，他们想像对待皮特一样对待我”。
到1963年，林戈已经作为披头士的一员所为人熟知了，他第一次被时代杂志提及，是在“圣诞节问答”的内容中：“下列乐手使用何种乐器：a) Nell Gotkovsky [...] e) Ringo Starr [...] h) Ravi Shankar?”。

### 1962-1970年 披头士时期

#### 演唱
为了表现自己的唱功，斯塔尔基本都会在每张录音室专辑中至少演唱一首歌曲，列侬或麦卡特尼会为他的有限的音域专门作曲，比如《Yellow Submarine》以及《With a Little Help from My Friends》，林戈也在《Maxwell's Silver Hammer》以及《Carry That Weight》歌曲中作为伴唱，披头士时期少数他自己作曲演唱的歌曲包括《Don't Pass Me By》以及《Octopus's Garden》，此外《I Wanna Be Your Man》、《Boys》、《Matchbox》、《Honey Don't》、《Act Naturally》、《What Goes On》（与列侬和麦卡特尼一起冠名为创作者）、《Good Night》也由林戈演唱。

#### 创作
斯塔尔有时会编造出一些奇怪的词语，这被称为“林戈主义（Ringoism）”，例如《辛劳一夜》以及《明日永不知》，披头士成员——尤其是列侬，经常受其启发而作曲。麦卡特尼曾回忆道：“林戈有时候会错用文字，就像别人一样，但他总是错得富有抒情意味，真奇妙。”斯塔尔也时常为列侬麦卡特尼合作的歌曲贡献歌词，比如歌曲《Eleanor Rigby》中的歌词“在无人的夜里给袜子打补丁”就属林戈的创作。最终，斯塔尔开始独立作曲，比如《Don't Pass Me By》（白色专辑中的歌曲）以及《章鱼的花园》（《艾比路》专辑中的歌曲）。
在录制白色专辑时林戈因不满团队气氛而短暂离队，他和演员Peter Sellers于比雷埃夫斯在后者的游艇上呆了一段时间，并花了2周写出了《Octopus's Garden》。两周后他重新回到录音室时，发现在他的鼓周围摆满了鲜花。林戈也是《What Goes On》的共同曲作者，同时歌曲《Flying》（专辑《Magical Mystery Tour》中的歌曲）和《Dig It》（《Let It Be》中的歌曲）被列为披头士四人的共同作品。此外在披头士解散后，林戈和其他三人一样，都被认为是歌曲《12-Bar Original》、《Los Paranoias》、《Christmas Time （Is Here Again）》、《Suzy Parker》（在电影《顺其自然》中出现）、《Jessie's Dream》（在电影《奇幻之旅》中出现）以及披头士演唱版本的《自由如鸟》的曲作者。

#### 1964年的疾病

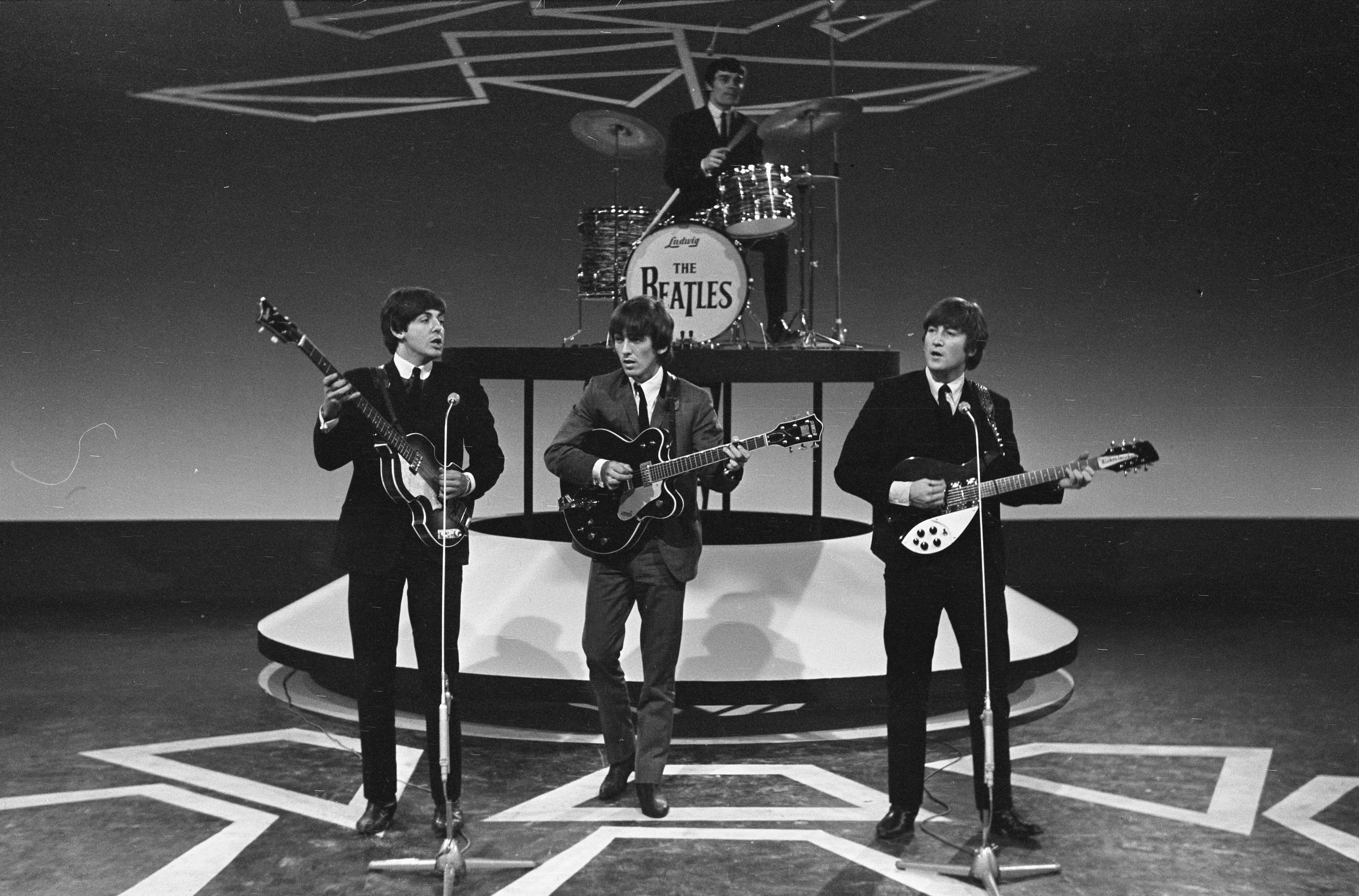
麦卡特尼，哈里森，列侬和Jimmie Nicol1964年6月5日在荷兰

在1964年7月，披头士计划到丹麦、荷兰、亚洲、澳大利亚和新西兰巡演6月3日，巡演开始前一天，斯塔尔在拍照活动Saturday Evening Post中突然晕倒，当时披头士在伦敦巴恩斯街区。斯塔尔发烧至102度（华氏）还伴有扁桃体炎，他被紧急送往医院。这次扁桃体炎的发作让他不得不住院，并随后在家休养数日。此时，24岁的鼓手吉米·尼克在披头士于瑞典、丹麦、荷兰、香港和阿德莱德举行的巡演中临时代替斯塔尔。建议吉米临时顶替的是披头士的制作人乔治·马丁，因为此前，吉米与EMI签约并与Tommy Quickly合作录音，并在专辑《披头士狂热》的录制过程中与披头士成员相识。最初，哈里森拒绝斯塔尔被替代，并放言没有林戈，他也不去，但布莱恩·爱普斯坦和乔治·马丁说服了他。斯塔尔6月11日出院，1964年6月15日在墨尔本归队。最终，在披头士当年圣诞节假期期间，斯塔尔做了扁桃体切除手术。后来斯塔尔承认他怕他在住院期间被永久替代。

#### 击鼓技巧
斯塔尔披头士期间的击鼓技巧最被人称道，其他一些著名鼓手对他对团队整体的贡献也称赞不已。斯塔尔曾说道“当我听其他鼓手敲鼓时，我就知道我在击鼓技术上仍有欠缺[...]我是风格朴素的鼓手，但我风趣惹人爱。好玩之处就在于我是左撇子，却敲着为右手为惯用手的鼓手设计的架子鼓，也因为如此，我无法流畅地长击鼓（drum roll）”。乔治·马丁的解释是“林格的击奏很好又有力，而且善用中鼓，即使他不能长击鼓（drum roll）”。

### 披头士解散后

#### 二十世纪七十年代

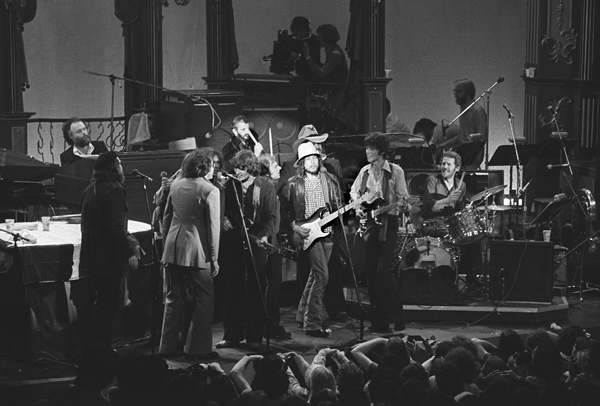
1976年11月，斯塔尔与鲍勃·迪伦以及乐团乐队演出

1970年4月10日，披头士乐队宣布解散后，斯塔尔在当年年末发布了两张专辑。在《情感之旅》中，林格展现了演奏才能，演奏了摇滚时代之前的歌曲（20~40年代），昆西·琼斯、莫里斯·吉布、乔治·马丁和麦卡特尼等音乐家都参与了专辑的编曲工作。在他的受乡村音乐感染的专辑《Beaucoups of Blues》中，林格做了把乡村歌手，纳什维尔著名音乐家皮特·德雷克在其中客串。单曲《It Don't Come Easy》（1971）（美国榜单. No.4）以及《Back Off Boogaloo》（1972）（美国榜单 No.9），后者成为了他在英国榜上的表现最好的单曲，最高升至第二位。1973年他在美国有两首单曲登顶：《Photograph》（与哈里森合作，在英国榜上第8）还有《You're Sixteen》（原作者 Sherman Brothers）。
他参加了1971年哈里森举办的为孟加拉国举行的慈善演唱会，还在哈里森的作品《万物必将消逝》和《活在物質世界之中》中，列侬的《约翰·列侬/塑料小野乐队》中，还有小野洋子的早期作品中打鼓。接下来林戈首次以电影导演的身份亮相，指导了暴龍樂團的纪录片《生來不羈》。斯塔尔在拍摄记录片期间与暴龍樂團主唱馬克·波倫成为好友，还发布了单曲《Back Off Boogaloo》。
1971年，他与设计师罗宾·克鲁克香克开了一家家具公司。林戈前卫的设计中包括一张外形像一朵鲜花的，配有可调节的花瓣形状的椅子的桌子，还有一种外形酷似甜甜圈的壁炉。1973年的专辑《Ringo》，是由理查德·佩里制作，披头士的前成员在其中的一些歌曲中参与演奏，这张专辑大获成功。次年的专辑《晚安维也纳》同样获得了成功。如前文所述，这两张专辑中引人瞩目的成功单曲包括《Photograph》以及《You're Sixteen》，两者都在美国榜单上登上首位，《Oh My My》（美国 No.5），还有专辑《Ringo》中的 《I'm the Greatest》（列侬作），还有1974年专辑《晚安维也纳》中的《Only You (And You Alone)》（美国 No.6）和“No No Song”（美国 No.3）这些歌曲被收入林格的1975年首张精选集《Blast from Your Past》，这张专辑也是他在苹果唱片牌下的最后一张专辑。在此期间，他与琳茜·德·保罗坠入海河。在她的一首歌曲中，林戈演奏手鼓还协助创作了薇拉·琳恩的《你不记得那时了吗》，林戈也是德·保罗另外一首歌《如果我得不到你，下一个人会的》歌词中所诉说的人，对于这首歌，她说写这首歌是对林格在他的办公室中睡过了头而错过了与她的约会的报复。
斯塔尔后来的音乐生涯由于商业冲击而萎缩，但是他仍然在不断推出新唱片并星光四射。70年代中期斯塔尔与Atlantic Records签约，1976年专辑《Ringo's Rotogravure》发布。虽然其中的单曲表现不尽如人意，《A Dose of Rock 'n' Roll》 （美国No.26）以及翻唱的 《Hey! Baby》 （美国No.74），这张销量一般的专辑攀升到了美国的第28位。于是唱片公司决定让林哥改头换面；于是诞生了充斥着70年代流行乐与迪斯科风格的专辑《林格第四》（1977）这张专辑一塌糊涂，最高也只登上销量榜的162位。在这之后林戈与Portrait Records签约。1978年斯塔尔的专辑Bad Boy发行，在此期间电视台还推出了特辑。然而，两者都没能获得成功，Bad Boy在美国榜单上只上升到了129位。于是，林戈再也没有与Portrait Records推出任何一张专辑。
1975年，斯塔尔创立了他自己的唱片公司Ring O'Records，他告知《Circus》杂志他认为“唱片公司的事情将要泡汤”。他说唯一讨厌的事就是“与各种唱片公司签约。如果我拥有自己的公司，每个人都听我的话，也不会惹上麻烦请律师”。他还提及了披头士时期四人对披头士经理布莱恩·爱普斯坦的（让披头士创立自己的唱片公司）信任，他还说道“我还想拥有我名下的艺人”。他自己的唱片公司推出的首张专辑是《Ringo》专辑的重制版，由David Hentschel操刀。
在1975至1978年，林哥自己唱片公司发行了总共四张自己的专辑，（包括由David Hentschel出品的Startling Music ，Graham Bonnet的《Graham Bonnet》，与Rab Noakes合作的《永不停歇》，一张由John Tavener出品的重制专辑《The Whale》），此外唱片公司还推出了16张其他艺人的歌曲，包括Bobby Keys、Graham Bonnet、Johnny Warman、Rab Noakes还有德克 & 司提格 （著名的恶搞披头士乐队the Rutles，乐队由埃里克·埃德尔和尼尔·伊恩斯创立）。
公司后来逐渐落败，主要因为林格“不愿意去（做）奔波开会”一类的事，对此他说道“很多时候，你到场开会只是为了决定下次会议在何时举行”。此外，尽管唱片公司有一批好歌手，但销量一直不好，总是让林格自掏腰包，这些原因促使他最终关闭了自己的公司。

#### 二十世纪八十年代
1980年，列侬遇刺后，哈里森将他本来是写给斯塔尔的一首歌曲改编成了《往事如烟》，歌曲被收录到他的专辑《无法抗拒闪电》中，斯塔尔随后发行停下来闻闻玫瑰，哈里森在1981年的专辑《Somewhere in England》中收录了重新创作的另一个版本，其中包括了斯塔尔、保罗和琳达·麦卡特尼的贡献。斯塔尔在Cherokee录音室中录制专辑《停下来闻闻玫瑰》时和滚石乐队的罗尼·伍德合作。伍德负责和声、吉他、萨克斯等部分。这一阶段，斯塔尔还接受了滚石杂志和音乐人的采访。停下来闻闻玫瑰是张不错的专辑，但销量不佳。在专辑《玫瑰》中，本来计划收录列侬生前提供的两首歌: 《没人告诉过我》以及《人生四十方开始》。然而，由于列侬的去世，斯塔尔觉得录制这两首歌并不合适，前者以列侬之名收录在专辑《Milk and Honey》中，而后者有着令人悲痛的讽刺性的歌词，直到1988年才收录在《John Lennon Anthology》精选集中而初为人知。1980年列侬去世后，斯塔尔和女友芭芭拉·巴赫飞往日本陪伴列侬的遗孀小野洋子。
在1984至1986年间，斯塔尔为儿童动画片《火车头日记》配音，该动画片由Britt Allcroft出品，在Central Television电视台首播，但最终由ITV播出。起初他没有拿定主意，因为他之前没有阅读过Reverend Awdry的任何作品，而且他觉得“恐龙与激光枪”这类题材在当时可能更受欢迎，但是最终他改变了心意，为第一季和第二季的全部剧集配音。1989年美国版动画《闪光时间车站》在PBS首播，林哥饰演列车员先生。第一季终后林哥退出。1985年他与其子扎克·斯塔基为专辑《音乐家联合反抗种族隔离》中歌曲《Sun City》合作录音。1987年，他为哈里森的歌曲《当我们还是披头时》击鼓，这首歌曲被收录在哈里森的专辑《Cloud Nine》中。这首与哈里森以及杰夫·莱恩合作的歌曲在英美两地均进入了排行榜前30，同年，斯塔尔、哈里森、莱恩还有埃里克·克莱普顿、埃尔顿·约翰、菲尔·柯林斯以及雷·库珀为王子信托基金会慈善献唱。
1988年10月，斯塔尔和巴赫在图森市一家戒毒诊所接受了为期6周的酗酒治疗。1989年7月23日，林格·斯塔尔和他的全明星乐队在达拉斯首演，观众多达一万人。乐队成员除了斯塔尔外还有众多红极一时的乐坛巨星。音乐会中斯塔尔除了演唱了披头士时期的经典外还演唱了自己单飞之后的歌曲。乐队其他成员也演唱了自己的歌曲，斯塔尔除了担任主唱外，有时也会担任乐队的鼓手。

#### 二十世纪九十年代
在乐队首次巡演之后，乐队于1990年发行了专辑《林格·斯塔和他的全明星乐队》，这是一张精选集，收录了巡演期间乐队演唱的歌曲。同年，斯塔尔为一家电视台纪念列侬去世10周年并纪念其50岁生日的特别节目录制歌曲《我呼喊出你的名字》。歌曲由杰夫·莱恩参与制作，莱恩本人、汤姆·佩蒂、乔·沃尔什还有吉姆·凯尔特纳组建的超级乐团参与了录音。
1991年，斯塔尔在著名动画系列片《辛普森一家》Brush with Greatness一集中亮相，并为约翰·休斯的电影《卷发苏》演唱了自己的歌曲 “你从不会知道”（You Never Know）。1992年，林哥再次发行了一张个人专辑《时间花时间》，该专辑由菲尔·拉蒙、唐·沃思、杰夫·莱恩、皮特·爱舍、布赖恩·威尔逊和哈利·尼尔森等明星参与制作。
1997年，斯塔尔在麦卡特尼的专辑《Flaming Pie》中客串。麦卡特尼为斯塔尔的亡妻莫林·斯塔基·泰格特写了一首歌:《Little Willow》并要求了林哥继续排练歌曲《美丽的夜晚》（Beautiful Night）。《美丽的夜晚》排练第二天，两人继续留守录音室，最终歌曲《Really Love You》成型，这是第一支被冠名McCartney/Starkey创作的歌曲。1998年斯塔尔以水星商标发行了两张专辑。录音室专辑《垂直的人》标志着一段与马克·哈德森九年合作的开始。哈德森参与了专辑的制作，圆脑袋乐队（the Roundheads）为专辑和声。此外，众多“特邀嘉宾”也参与了很多斯塔尔歌曲的录制，包括马丁、麦卡特尼、还有哈里森，这也是哈里森生前最后一次参与斯塔尔专辑录制。大部分歌曲都是林哥和他的乐队原创。乔·沃尔什和圆脑袋乐队在林哥参与VH1讲故事电视节目时露面，后来斯塔尔发布同名专辑。在节目中，斯塔尔演唱了经典老歌和自己的一些新歌，并谈了谈这些歌曲制作的幕后故事。

#### 二十一世纪

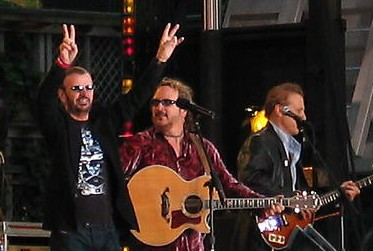
斯塔尔2005年在纽约登台演出

2002年，斯塔尔被引进打击乐协会名人堂，加入了包括Buddy Rich和William F. Ludwig, Sr. and Jr.在内的精英团体。2002年11月29日（哈里森逝世一周年），在伦敦Royal Albert Hall举办的乔治哈里森纪念演唱会上，斯塔尔演唱歌曲《Photograph》并翻唱了Carl Perkins的歌曲《Honey Don't》。在2003年，斯塔尔和其乐队的成员马克·哈德森成立南瓜头唱片公司。公司拥有的签约艺人不多，首先签约的是Liam Lynch，他在2003年发布LP专辑Fake Songs。
在2003年和2004年，斯塔尔成为了名誉圣诞老人跟踪者，在圣诞夜伦敦站扮作圣诞老人，北美空防司令部官员说, 他是“东方的一颗明星（Starr）”，为北美空防司令部的跟踪圣诞老人的传统做出了贡献。

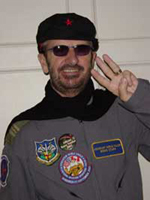
斯塔尔作为名誉圣诞老人跟踪者

2005年,利物浦城市委员会宣布拆毁斯塔尔Madryn街9号的儿时故居，因为其“并无历史重要性”城市委员会随后宣布，拆除时将会一块一块砖地拆除并被保存。2006年斯塔尔在Jerry Lee Lewis的二碟专辑《Last Man Standing》中亮相，专辑中他与Lewis翻唱了查克·贝里的《Sweet Little Sixteen》。同年宣布，斯塔尔会出演Pow! Entertainment制作的一部动画片，并在斯坦·李的漫画中露面。
2008年一月，斯塔尔发布专辑《Liverpool 8》，随后斯塔尔的律师宣布马克·哈德森不会再与斯塔尔合作，随后哈德森退出2006年乐队的巡演工作，转做电视节目《The One: Making a Music Star》的音乐指导。
据Palmier两人的不和是由于音乐理念的不同。2008年10月10日，斯塔尔在其网站上发布视频表示自己由于日益繁忙的事业，将不再会接受邮寄签名。
2009年，四月四日，在大卫·林奇举办的慈善演唱会《改变在其中发生》，斯塔尔与麦卡特尼重聚。与麦卡特尼合作压轴献唱《With a Little Help from My Friends》最后大合唱《I Saw Her Standing There》和《宇宙之观》。
在微软2009年6月1日举办的E3峰会上斯塔尔和小野洋子，麦卡特尼和哈里森的遗孀Olivia Harrison出席了游戏披头士：摇滚乐团的记者招待会。斯塔尔是单飞生涯中拥有英国冠军单曲最少的披头士成员，同时也是唯一没有冠军专辑的前披头士成员，但拥有数支在美国榜上冲击到过第二的单曲。他在英国打榜最好的专辑是《情感之旅》和《Ringo》，后者在美国曾上升到第二，这是斯塔尔在美国专辑榜上的最好成绩。在美国，斯塔尔的单曲成绩优异，斯塔尔发行的单曲曾连续7次进入前十，分别是《It Don't Come Easy》（第4）、 《Back Off Boogaloo》（第9）、《Photograph》（第1）、《You're Sixteen》（第1）、《Oh My My》（第5）、《Only You (And You Alone)》（第6）以及《No No Song》（第3），这个成绩在四名披头士成员中，仅次于麦卡特尼，麦卡特尼曾经连续8只单曲进入前十。
2009年九月，斯塔尔在专辑《The Official BBC Children in Need Medley》中再次为托马斯火车头配音。这成为了他单飞生涯中参与制作的首只英国榜冠军单曲（不包括斯塔尔献唱，但以其他歌手之名发行的单曲）。
2010年，斯塔尔发布第15张个人专辑《Y Not》，其中包括歌曲《与我同行》（Walk with Me），并且麦卡特尼也参与和声。同年，斯塔尔在海地地震赈灾行动中担任名人电话接线员。2010年7月7日，林哥在电台城音乐厅举办了一场全明星乐队演唱会庆祝其70岁生日，邀请了亲朋好友上台，其中包括小野洋子和他的儿子扎克，麦卡特尼也惊喜亮相，将演唱会引向高潮。
斯塔尔翻唱了巴迪·霍利的《Think It Over》，收录在致敬霍利的专辑《听我说：巴迪·霍利》中，专辑在2011年9月6日发行。2012年1月30日，他发布了专辑Ringo 2012同年，斯塔尔宣布乐队将会在2013年举办环太平洋巡演，并确定了新西兰，澳大利亚和日本的巡演日期。这是他1996年以来首次在日本演出，也是首次在新西兰和澳大利亚演出。

### 个人生活
当斯塔尔在1965年与莫林结婚时，爱泼斯坦是伴郎，林哥的继父Harry Graves与哈里森做见证人。两人的婚后生活不久就被the Chicklettes写成了一首美国滑稽歌曲《Treat Him Tender, Maureen》。斯塔尔和泰格特共有三个孩子：扎克（1965年9月13日出生）、杰森（1967年8月19日出生）还有李（1970年11月11日出生），其三名兒女於倫敦的公立婦幼醫院—夏洛特皇后與切爾西醫院誕生的。1971年，斯塔尔买下了列侬在伯克郡提滕和斯特公园的旧居，并搬进去生活。由于斯塔尔的不忠，夫妻于1975年离婚。泰格特因白血病于1994年去世。
1980年，在拍摄电影《Caveman》期间，斯塔尔结识了女演员芭芭拉·巴赫并于1981年4月27日结婚。1985年扎克有了女儿塔提亚·斯塔基，斯塔尔成为了披头士四人中第一个当上爷爷的人。扎克·斯塔基也是鼓手，在他爸爸不在时，他经常和谁人乐队的凱思·穆恩合作。扎克也参加了林哥的多次巡演。
斯塔尔和巴赫常在洛杉矶、萨里郡克兰利与摩纳哥的家中度日。在2011年周日时报财富榜中，斯塔尔以大约1.5亿的身价位列第56位。

### 电影生涯
斯塔尔的演技饱受称赞，导演兼制片人Walter Shenson认为他是一位“天生就具备非凡演技的演员”。到了20世纪60年代中期，斯塔尔已经成了电影行家。除了在披头士的五部电影中展露演技外，斯塔尔还出演了电影《Candy》（1968），《The Magic Christian》 （1969），《Blindman》（1971），《Son of Dracula》（1974）以及《Caveman》（1981）。1971年，他在弗兰克·扎帕的电影《200 Motels》中饰演Larry the Dwarf一角，并在哈里·尼尔森的动画电影《The Point!》中亮相。他在电影《That'll Be the Day》 (1973)饰演一名英国男痞，他也在Martin Scorsese的关于1976年乐团乐队告别演唱会的纪录片《The Last Waltz》中亮相。
斯塔尔还在Ken Russell的电影《Lisztomania》(1975)中饰演“教皇”，并于1984年在麦卡特尼的作品《代我问候布劳德街》中饰演自己。斯塔尔在1978年电视节目Ringo（1978）中扮作Ognir Rrats，这台电视节目根据王子与贫儿情节制作。斯塔尔还在1979年谁人乐队纪录片《The Kids Are Alright》的采访部分与鼓手Keith Moon一起出现。

## 获得奖项
1965年，林哥与披头士其他成员被伊丽莎白女王授予大英帝国勋章员佐勋章（MBE）并于10月26日白金汉宫接受勋衔。他作为披头士成员凭借1964年的电影辛劳一夜获得BAFTA新人奖。1971年披头士凭借电影Let It Be获得奥斯卡最佳原创音乐奖。由Brian A. Skiff于1984年8月31日在洛厄尔天文台发现的小行星以斯塔尔的名字命名为4150 Starr。斯塔尔在1989年凭借在动画片《闪光时间车站》中饰演列车员先生的出色表现获得日间艾美奖提名。
1988年，披头士进入摇滚名人堂。随后，列侬、麦卡特尼、哈里森和斯塔尔分别在1994年、1999年、2004年和2015年以个人音乐家的身份进入摇滚名人堂(但前三人是以Performer身份入選，斯塔尔是得到Award for Musical Excellence而入選)。在第50届格莱美奖，斯塔尔、乔治·马丁和其子吉尔斯·马丁凭借披头士专辑《Love》获得了最佳精选集奖项。2008年11月9日，斯塔尔代表披头士在摩纳哥举行的世界音乐奖颁奖典礼上领奖。2010年2月8日，他在好莱坞星光大道上获得了属于自己的星星，他的星就位于北藤街（North Vine）上的Capitol录音大楼前，在列侬、麦卡特尼、哈里森的星星旁边。

## 个人專輯
录音室专辑

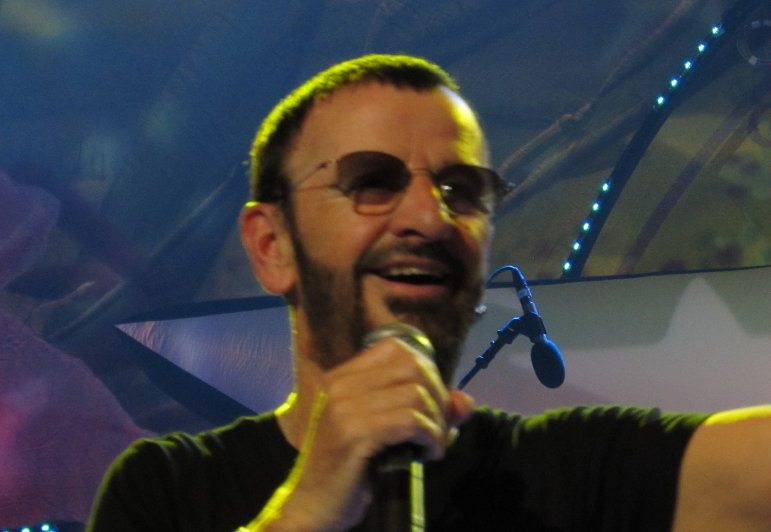
Ringo Starr in Paris， June 2011

- 《Sentimental Journey》(1970年3月27日)
- 《Beaucoups of Blues》(1970年9月25日)
- 《Ringo》(1973年11月2日)
- 《Goodnight Vienna》(1974年11月15日)
- 《Ringo's Rotogravure》(1976年9月17日)
- 《Ringo the 4th》(1977年9月30日)
- 《Bad Boy》(1978年6月16日)
- 《Stop and Smell the Roses》(1981年11月20日)
- 《Old Wave》(1983年6月16日)
- 《Time Takes Time》(1992年5月22日)
- 《Vertical Man》(1998年6月15日)
- 《Ringo Rama》(2003年3月24日)
- 《Choose Love》(2005年6月7日)
- 《Liverpool 8》(2008年1月14日)
- 《Y Not》(2010年1月12日)
- 《Ringo 2012》 (2012年1月30日)
- 《Postcards from Paradise》(2015年3月31日)

## 影片
- The Beatles Come to Town (1963) (短片) – 与the Beatles
- 《A Hard Day's Night》 (1964) – 与the Beatles
- 《Help!》 (1965) – 与the Beatles
- 《Reflections On Love 》(1966) (短片)
- 《Magical Mystery Tour》 (1967) – 与the Beatles
- 《The Beatles Mod Odyssey (1968) (短片) – 与the Beatles
- 《Yellow Submarine》 (1968)- 与the Beatles
- 《Candy》 (1968)
- 《The Magic Christian》 (1969)
- 《Let It Be》 (1970) (纪录片) – 与the Beatles
- 《Music!》 (1971) (纪录片)
- 《200 Motels》 (1971)
- 《Blindman》 (1971)
- 《The Point!》 (1971) (自制影片旁白)
- 《Did Somebody Drop His Mouse?》 (1972) (短片)
- 《The Concert for Bangladesh》 (1972) (纪录片)
- 《Born to Boogie》 (1972) (纪录片) (也是导演)
- 《That'll Be the Day》 (1973)
- 《Ziggy Stardust and the Spiders from Mars》 (1973) (纪录片)
- 《Son of Dracula》 (1974)
- 《Lisztomania》 (1975)
- 《The Day the Music Died 》(1977) (纪录片)
- 《The Beatles and Beyond》 (1977) (纪录片)
- 《Sextette》 (1978)
- 《Ringo》 (1978) 电视电影
- 《The Last Waltz》 (1978) (纪录片)
- 《The Kids Are Alright》 (1979) (纪录片)
- 《Caveman》 (1981)
- 《The Cooler 》(1982) (短片)
- 《Give My Regards to Broad Street》 (1984)
- 《湯瑪士小火車》 (1984-1986) (英国 和 美国 旁白： 第一季、第二季。)
- 《Water》 (1985) (Cameo)
- 《Alice in Wonderland》 (1985)
- 《Sun City/The Making of Sun City 》(1986) (纪录片)
- 《Queen》: The Magic Years (1987) (纪录片)
- 《Walking After Midnight (1988) (纪录片)
- 《The Return of Bruno》 (1988)
- 《Shining Time Station》 (1989) (Mr. Conductor)
- 《辛普森一家》  (1991)
- 《The Beatles Anthology》 (1995) (纪录片) – 与the Beatles
- 《Concert for George》 (2003) (纪录片)
- 《Oh My God (2009) (纪录片)
- 《George Harrison: Living in the Material World》 (2011) (纪录片)

## 文献
- The Beatles. . Weidenfeld & Nicolson. 2000. ISBN 978-0304356058.
- Clayson, Alan.  2nd. Sanctuary. 2005 [2001]. ISBN 978-1-86074-647-5.
- Gould, Jonathan.  First Paperback. Three Rivers Press. 2007  [2022-08-31]. ISBN 978-0-307-35338-2. （原始内容存档于2022-10-29）.
- Harry, Bill. . Virgin Books. 2003. ISBN 978-0-7535-0822-0.
- Harry, Bill. . Virgin Books. 2004. ISBN 07535-08435.
- Ingham, Chris.  3rd. Rough Guides. 2009. ISBN 978-1-84836-525-4.
- Lewisohn, Mark. . Harmony Books. 1988. ISBN 0-517-57066-1.
- Macdonald, Ian. .  1. Vintage. 2008. ISBN 978-0-099-52679-7.
- Manning, Sean. . Crown Publishing Group. 2008. ISBN 978-0307396273.
- Miles, Barry. . Vintage-Random House. 1997. ISBN 0-7493-8658-4.
- Norman, Philip. . ECCO (Harper Collins). 2008. ISBN 978-0-06-075401-3.
- Spitz, Bob. . Little， Brown and Company. 2005. ISBN 978-0316803526.